# Al Ain
Al Ain (în arabă العين, în traducere literală Ochiul), poreclit Orașul Grădinilor datorită extinselor sale zone verzi, este al doilea oraș din Emiratul Abu Dhabi, și al patrulea ca mărime din Emiratele Arabe Unite. Cu o populație de 374,000 de locuitori (2009), el se află la circa 160 km est de capitala țării, Abu Dhabi și la circa 120 km sud de  Dubai. În Al Ain s-a născut Măria Sa Sheikh Zayed bin Sultan Al Nahyan, fondatorul și primul președinte al Emiratelor Arabe Unite, dar și cei mai cunoscuți doi dintre cei 19 fii ai săi; Sheikh Khalifa bin Zayed Al Nahyan, al șaisprezecelea emir de Abu Dhabi și al doilea președinte al Emiratelor Arabe Unite și Sheikh Mohammed bin Zayed Al Nahyan, actualul emir de Abu Dhabi și președinte al Emiratelor Arabe Unite. 
Al Ain se află în Emiratul Abu Dhabi, în interiorul țării, la frontiera cu Oman. Capitala Regiunii de Est - Al Ain, este unul dintre cele trei orașe principale ale emiratului, alături de capitala statului Abu Dhabi și Madinat Zayed, capitala Regiunii de Vest - Al Gharbia. Șoselele ce leagă Al Ain, Abu Dhabi și Dubai formează un triunghi în centrul țării, fiecare oraș aflându-se la o distanță de circa 130 kilometri de celelalte două.